# آیدین‌جیک (یورغیر)
آیدین‌جیک (به ترکی استانبولی: Aydıncık) یک منطقهٔ مسکونی در ترکیه است که در یورغیر واقع شده‌است.